# Semiothisa butleri
Semiothisa butleri är en fjärilsart som beskrevs av Warren. Semiothisa butleri ingår i släktet Semiothisa och familjen mätare. Inga underarter finns listade i Catalogue of Life.